# Denkmäler der Volksrepublik China (Guizhou)
Die folgende Tabelle bietet eine Übersicht zu sämtlichen Denkmälern in der Provinz Guizhou  (Abk. Qian), die auf der Denkmalliste der Volksrepublik China stehen:
| Name                                                                  | Beschluss | Kreis/Ort             | siehe (auch)                                                                                       | Bild |
| --------------------------------------------------------------------- | --------- | --------------------- | -------------------------------------------------------------------------------------------------- | ---- |
| Zunyi huiyi huizhi 遵义会议会址                                       | 1-21      | Zunyi shi 遵义市      | Stätte der Konferenz von Zunyi (1935)                                                              |      |
| Yang Can mu 杨粲墓                                                    | 2-57      | Zunyi shi 遵义市      | Grab von Yang Can (Südliche Song-Dynastie) (Zunyi)                                                 |      |
| Datun Tusi zhuangyuan 大屯土司庄园                                    | 3-73      | Bijie shi 毕节市      | Landgut eines Stammeshäuptlings der Yi-Nationalität (Qixingguan)                                   |      |
| Zengchong gulou 增冲鼓楼                                              | 3-104     | Congjiang xian 从江县 | Zengchong-Trommelturm (Kreis Congjiang)                                                            |      |
| Qinglong dong 青龙洞                                                  | 3-132     | Zhenyuan xian 镇远县  | Qinglong-Höhlen (Kreis Zhenyuan)                                                                   |      |
| Xifeng jizhongying jiuzhi 息烽集中营旧址                              | 3-161     | Xifeng xian 息烽县    | Stätte der Xifeng-Konzentrationslagers (Kreis Xifeng)                                              |      |
| Chuandong yizhi 穿洞遗址                                              | 3-186     | Puding xian 普定县    | Chuandong-Stätte („Chuan-Höhle“; Fundstätte von Relikten von Urmenschen) (Kreis Puding)            |      |
| Shexiang mu 奢香墓                                                    | 3-251     | Dafang xian 大方县    | Grab von Shexiang (Kreis Dafang)                                                                   |      |
| Dadong yizhi 大洞遗址                                                 | 4-4       | Pan xian 盘县         | Dadong-Stätte (Höhle) (Kreis Pan)                                                                  |      |
| Qianxi Guanyin dong yizhi 黔西观音洞遗址                              | 5-107     | Qianxi xian 黔西县    | Stätte der Guanyin-Höhle (Guanyindong) (Kreis Qianxi)                                              |      |
| Kele yizhi 可乐遗址                                                   | 5-108     | Hezhang xian 赫章县   | Kele-Stätte (Kreis Hezhang)                                                                        |      |
| Tiantai shan Wulong si 天台山伍龙寺                                   | 5-396     | Pingba xian 平坝县    | Wulong-Tempel auf dem Tiantai-Berg (Kreis Pingba)                                                  |      |
| Shiqian Wanshou gong 石阡万寿宫                                       | 5-397     | Shiqian xian 石阡县   | Wanshou-Palast von Shiqian                                                                         |      |
| Yunshantun gu jianzhuqun 云山屯古建筑群                               | 5-398     | Anshun shi 安顺市     | Alte Architektur von Yunshantun (Anshun)                                                           |      |
| Fuquan chengqiang 福泉城墙                                            | 5-399     | Fuquan shi 福泉市     | Alte Stadtmauer von Fuquan                                                                         |      |
| Langde Shangzhai gu jianzhuqun 郎德上寨古建筑群                       | 5-400     | Leishan xian 雷山县   | Palisadendorf Shangzhai in Langde (Kreis Leishan) (Miao)                                           |      |
| Hailongtun 海龙屯                                                     | 5-401     | Zunyi shi 遵义市      | Hailongtun (Zunyi)                                                                                 |      |
| Diping fengyu qiao 地坪风雨桥                                         | 5-402     | Liping xian 黎平县    | „Wind- und Regenbrücken“ im Dorf Diping (Kreis Liping)                                             |      |
| Anshun wenmiao 安顺文庙                                               | 5-403     | Anshun shi 安顺市     | Konfuzianischer Tempel in Anshun                                                                   |      |
| Ninggu yizhi 宁谷遗址                                                 | 6-185     | Anshun shi 安顺市     | Ninggu-Stätte (Anshun)                                                                             |      |
| Wanshan gongkuang yizhi 万山汞矿遗址                                  | 6-186     | Wanshan tequ 万山特区 | Stätte der Quecksilber-Mine in Wanshan (Stadtbezirk Wanshan der Stadt Tongren)                     |      |
| Jiaole muqun 交乐墓群                                                 | 6-280     | Xingren xian 兴仁县   | Gräber in Jiaole (Kreis Xingren)                                                                   |      |
| Zhijin gu jianzhuqun 织金古建筑群                                     | 6-728     | Zhijin xian 织金县    | Alte Architektur von Zhijin                                                                        |      |
| Matouzhai gu jianzhuqun 马头寨古建筑群                                | 6-729     | Kaiyang xian 开阳县   | Alte Architektur von Matouzhai (Kreis Kaiyang)                                                     |      |
| Dongshan gujian zhuqun 东山古建筑群                                   | 6-730     | Tongren shi 铜仁市    | Alte Architektur von Dongshan (Bijiang)                                                            |      |
| Yangming dong he Yangming ci 阳明洞和阳明祠                           | 6-731     | Xiuwen xian 修文县    | Yangming-Höhle und Yangming-Ahnentempel (Wang Yangming) (Kreis Xiuwen)                             |      |
| Zhaiyingcun gu jianzhuqun 寨英村古建筑群                              | 6-732     | Songtao xian 松桃县   | Alte Architektur des Dorfes Zhaiyingcun (Kreis Songtao)                                            |      |
| Sitang gu jianzhuqun 思唐古建筑群                                     | 6-733     | Sinan xian 思南县     | Alte Architektur von Sitang (Kreis Sinan)                                                          |      |
| Feiyunya gu jianzhuqun 飞云崖古建筑群                                 | 6-734     | Huangping xian 黄平县 | Alte Architektur von Feiyunya (Kreis Huangping)                                                    |      |
| Jiuzhou gu jianzhuqun 旧州古建筑群                                    | 6-735     | Huangping xian 黄平县 | Alte Architektur von Jiuzhou (Huangping)                                                           |      |
| Wenchang ge he Jiaxiu lou 文昌阁和甲秀楼                              | 6-736     | Guiyang shi 贵阳市    | Wenchang ge und Jiaxiu lou (Guiyang)                                                               |      |
| Gejing qiao 葛镜桥                                                    | 6-737     | Fuquan shi 福泉市     | Gejing-Brücke (Fuquan)                                                                             |      |
| Qiandong tequ geming weiyuanhui jiuzhi 黔东特区革命委员会旧址         | 6-1046    | Yanhe xian 沿河县     | Stätte des Revolutionskomitees des Sondergebietes Ost-Guizhou                                      |      |
| Liping huiyi huizhi 黎平会议会址                                      | 6-1047    | Liping xian 黎平县    | Stätte der Liping-Konferenz (Kreis Liping)                                                         |      |
| Hongjun Sidu Chi Shui zhanyi jiuzhi 红军四渡赤水战役旧址              | 6-1048    | Xishui xian 习水县    | Stätte der Vierfachen Überquerung des Flusses Chishui durch die Rote Armee (1935) (Kreis Xishui)   |      |
| Chuan Dian Qian sheng geming weiyuanhui jiuzhi 川滇黔省革命委员会旧址 | 6-1049    | Bijie shi 毕节市      | Stätte des Revolutionskomitees der Provinzen Sichuan, Yunnan und Guizhou (Qixingguan)              |      |
| “Ershisi dao guai” kangzhan gonglu “二十四道拐”抗战公路               | 6-1050    | Qinglong xian 晴隆县  | 24-zig („Vierundzwanzig Kurven“)-Straße im antijapanischen Krieg (Stillwell Road) (Kreis Qinglong) |      |
| Meitan Zhejiang daxue jiuzhi 湄潭浙江大学旧址                         | 6-1051    | Meitan xian 湄潭县    | Stätte der ehemaligen Zhejiang-Universität in Meitan (Kreis Meitan)                                |      |
| Hepingcun jiuzhi 和平村旧址                                           | 6-1052    | Zhenyuan xian 镇远县  | Stätte von Hepingcun (1941–1944) (Kreis Zhenyuan)                                                  |      |

## Belege
1. ↑  Yanan Wang et al.: A new chronological framework for Chuandong Cave and its implications for the appearance of modern humans in southern China. In: Journal of Human Evolution. Band 178, 2023, 103344, doi:10.1016/j.jhevol.2023.103344.